# Homer Simpson
Homer Jay Simpson egy kitalált szereplő a Simpson család című rajzfilmsorozatban. Kitalálója az amerikai Matt Groening volt, aki a saját apja nevéről nevezte el (Homer Groening). A rövidfilmek a Tracey Ullman Show-ban voltak láthatóak mindaddig, amíg a Fox csatorna nem csinált belőle félórás sorozatot. A csatornán 1989. december 17-én debütált.
Homer a Simpson család családfője, felesége Marge Simpson, gyerekei Bart, Lisa és Maggie Simpson. Munkahelye a springfieldi atomerőmű 7G szektora, ahol biztonsági felügyelő poszton dolgozik. Több amerikai munkásosztály-sztereotípiát testesít meg: nyers, túlsúlyos, inkompetens, ügyetlen és lusta. Sokszor gyerekesnek tűnik és sok helyzetben nem nagyon példamutató, de olykor szelíd, és semmiképp sem szeretne csalódást okozni szeretteinek.
Karaktere kiemelkedő, sokan ő miatta szerették meg a sorozatot, persze ez köszönhető volt a jó, ötletes humornak is amit az alkotók belecsempésztek a nem hétköznapi történetekbe. Imád enni, legkedveltebb étele a fánk. A sorozat több mint 20 éves fennállása alatt sok mindenben része volt már: járt már a világűrben, Japánban, Afrikában és Ausztráliában. Az egyik részben kiderül, hogy kontaktlencsét hord, majd egy másik rész egyik jelenetéből megtudhatjuk, hogy az agyába egy zsírkréta van fúródva azért ilyen buta. Egy rész pedig felfedi hogy Homer nevében a J. rövidítés a Jay, amit csak az anyja tudott, és egy hippi festményre fel is festette.
A tőle elhíresült D'oh! kifejezés, melyet peches, bosszús helyzetekben használ, bekerült a The New Oxford Dictionary of English, valamint az Oxford English Dictionary szótárakba.
Az egyik legközkedveltebb televíziós karakterré nőtte ki magát, a brit The Sunday Times a "modern idők legnagyobb képregény-alkotásának" nevezte. A TV Guide szavazásán a második legtöbb szavazatot kapta a legnagyobb rajzfilmfigura kategóriában, Tapsi Hapsi mögött. Valamint a Channel 4 nézői minden idők legnagyobb televíziós karakterének választották. 2000-ben, a műsort beiktatták a Hollywoodi hírességek sétányára.
Szinkronhangja, Dan Castellaneta több elismerést is kapott munkájáért. Homer magyar szinkronhangját az 1-29. évad közepéig Székhelyi József adta, halála után Háda János vette át a szerepet.

## Szerepe a sorozatban
Homer Simpson Marge férje és 3 gyerek édesapja (Bart, Lisa, Maggie). Springfieldben született, apja Abraham Simpson, anyja Mona aki a '60-as évek óta menekül a törvény elől. A springfieldi középiskolába járt, ahol az utolsó éven beleszeretett Marge-ba. Évekkel később Marge terhes lett Barttal és ezután elhatározták, hogy összeházasodnak és vesznek egy lakást.
A Simpson családban a szereplők életkora és külseje nem változik az évadok elteltével, nem minden esetben folytatódik úgy a sorozat mint ahogy előtte befejeződött. Sokszor a távolabbi jövőből idéz, ám utána nem aszerint folytatódik a sorozat.
Homer kora lassan növekedett a sorozatban. Eleinte 36 éves volt, a 8. évadban 38 és 39, a 18. évadban pedig 40.
Egyedüli dolgozó ember a családban. Sok részben az atomerőműben való munkája tölti ki a sorozatot. Biztonsági felügyelő poszton dolgozik, ezt a posztot a "Homer odüsszeiája" című epizód óta tartja. Ám nagyon tudatlan, nem tudja a rá bízott munkát megfelelően elvégezni, de ha épp ki akarják rúgni, mindig tesz valami olyat amivel megmenti az állását. Főnöke, Mr. Burns mindig elfelejti a nevét bármit is tesz, ezért sokszor azért küzd, hogy neve legyen a cégnél. Matt Groening elmondta, hogy azért helyezte el Homert egy erőműbe, mert ott bármikor tud problémát okozni. Sokszor más munkát is elvállal függetlenül, hogy az erőműben dolgozik, ez az epizód aktuális eseményének alakulásától függ. Homer már több, mint 188 különböző munkahelyen dolgozott 400 Simpson család epizód alatt.

## Karakter

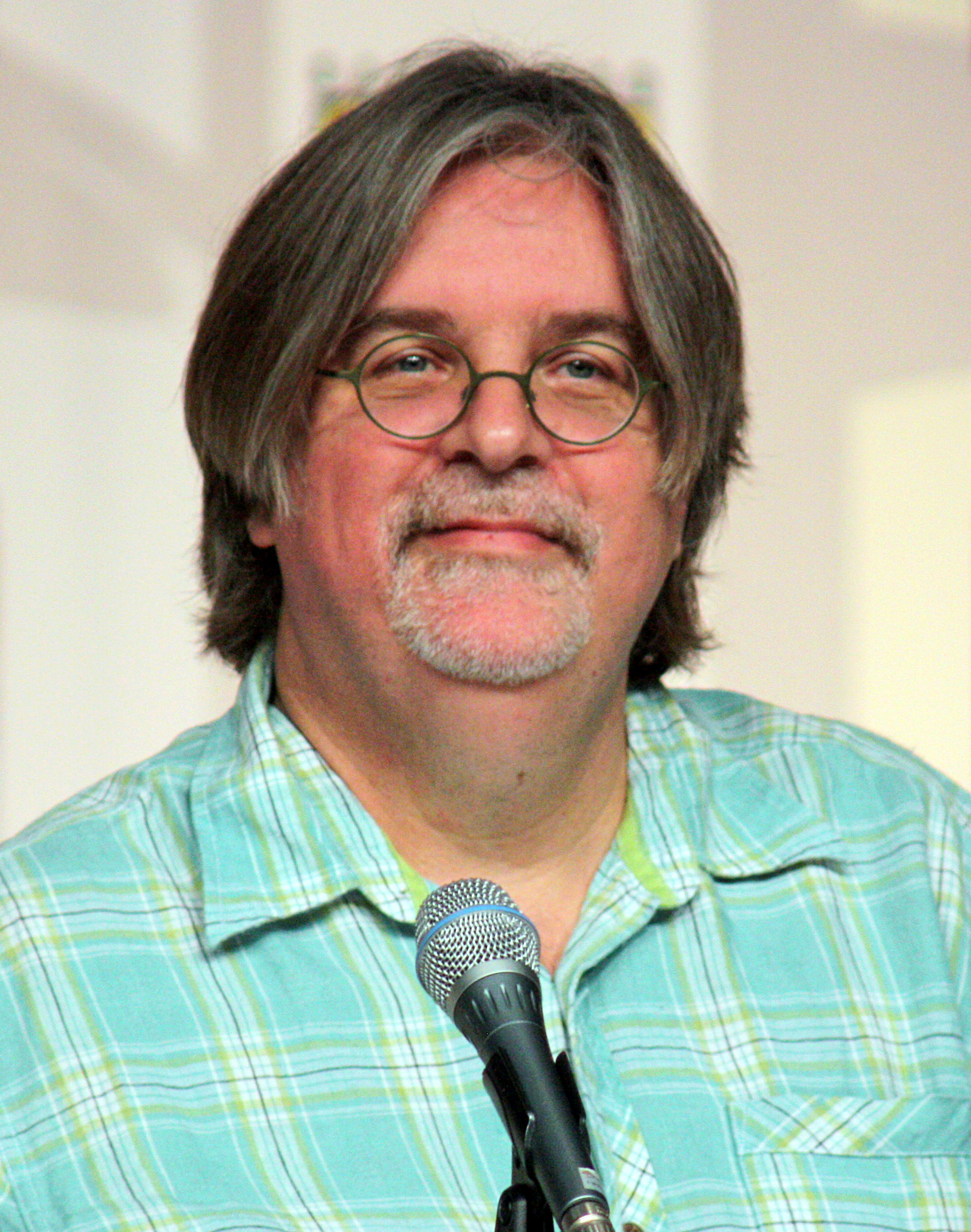
Matt Groening James L. Brooks irodájában találta ki Homert.

### Elkészítés
Matt Groening James L. Brooks producer irodájában találta ki Homert és a család többi tagját, 1986-ban. Groening csak egy rövidfilmnek szánta a Tracey Ullman Show-ba, mint a Life in Hell című képregényének adaptációja. Mivel a Life in Hell meganimálásához közzétételi jog kellett, ezért Groening másik irányba indult, és felvázolta az ő verzióját egy diszfunkcionális családról, amiket saját családtagjairól nevezett el. Homer, Groening édesapja után lett elnevezve. Később, saját fiát is Homernak nevezte el. Bár Groening több interjúban elmondta, hogy Homer csak az ő apjának a névrokona, azt is állította 1990-ben, hogy az 1939-es Nathanael West novella, a The Day of the Locust főszereplője inspirálta a nevet. Homer középső neve a "J.", vagyis a Jay, tisztelgés néhány animációs karakter előtt, mint Bakacsin (Bullwinkle J. Moose) és Rocky (Rocket J. Squirrel) a Rocky és Bakacsin kalandjai-ból, akik Jay Wardtól kapták a nevet.
Homer és a család többi tagja a Tracey Ullman Show rövidfilmjében, a "Jó éjt"-ben debütált. 1989-ben, a Fox csatorna The Simpsons (A Simpson család) néven félórás sorozatot gyártott belőle.

### Szinkronhang
Homer eredeti szinkronhangja Dan Castellaneta, aki a sorozatban több szereplő hangját is vállalta: Ropi, a bohócét, Barney Gumble-ét, Willie kertészét, Mayor Quimby polgármesterét és a nyugdíjas Hans Molemanét.
Magyar hangját az 1-29. évad közepéig Székhelyi József adta, aki Homer mellett a radioaktív ember hangját is elvállalta. A magyar szinkron nagy sikernek örvendett, amihez legfőképpen Székhelyi József járult hozzá. Míg az eredeti verzióban Homer hangja mélyebb, addig a magyar hang érdesebb, ezzel új személyiséget adott Homer Jay Simpsonnak.

## Kulturális hatás

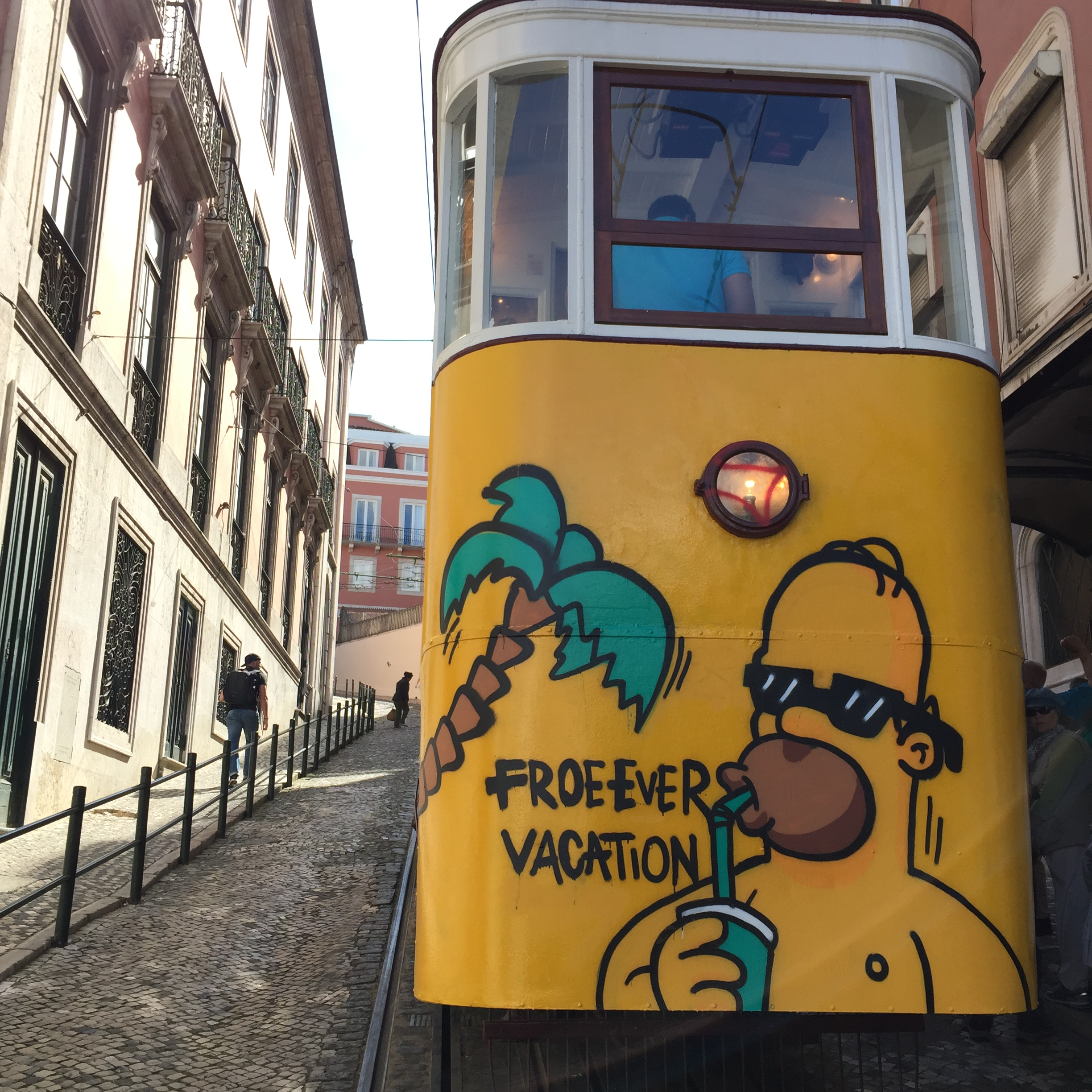
Homer Simpson graffitije egy villamoson Lisszabonban, Portugáliában.

### D'oh!
Homer szállóigéje, a dühös kiáltás, a "D'oh!" (Dó!) szinte a karakter részévé vált a hosszú idők alatt. Homer reflexszerűen ezt a felkiáltást hangoztatja a sorozatban, amikor rájön, hogy valami hülyeséget csinált vagy amikor a dolgok nem úgy sikerülnek, ahogy ő akarja. A Tracey Ullman Show-ban a forgatókönyvbe "annoyed grunt"-ként volt beírva a dialógusba. ("dühös kiáltás") Az eredeti szinkronszínész, Dan Castellaneta ezt minden alkalommal "d'óóóóóóó"-nak ejtette. ("d'ooooooh") A kiszólást Dan minden epizódban így használta, így a sorozat pilot epizódjánál is. Először 1998-ban, a sorozat tizedik évadjánál használták "D'oh"-nak írva az epizód címében is.
A "D'oh!"-t bejegyezték a The New Oxford Dictionary of English-be (Az Új Oxford Angol Szótár) 1998-ban. A következő definíciót találhatjuk a szótárban (magyarra fordítva): "használata: olyan történés érzékelésekor, mely hülyeség vagy bolondság". 2001-ben a D'oh!-t bejegyezték az Oxford English Dictionary-ba (Oxford Angol Szótár), aposztróf nélkül. ("Doh") Itt a következővel magyarázták a szót: "használata: kifejezőeszköz olyan dolgok realizálásakor, melyek rosszra fordultak, vagy nem úgy sikerülnek, ahogy el lettek tervezve, vagy valaki hülyeséget, bolondságot mondott vagy tett". 2006-ban a kiszólás megszerezte a hatodik helyet a TV Land 100 legnagyszerűbb televíziós szállóigéinek listáján.